# Shen Yunying
Shen Yunying (chinois : 沈云英) (1624–1660), connue également sous le nom de Shen Guand (chinois : 沈官弟) est une générale chinoise de l'armée impériale durant la dynastie Ming.

## Biographie
Shen Yunying est la fille du général Shen Zhixu. Enfant, elle s'intéresse aux arts martiaux et lit de nombreux livres sur ce sujet. Elle accompagne son père lors de ses missions. Plus tard, elle épouse Jia Wance, un militaire.

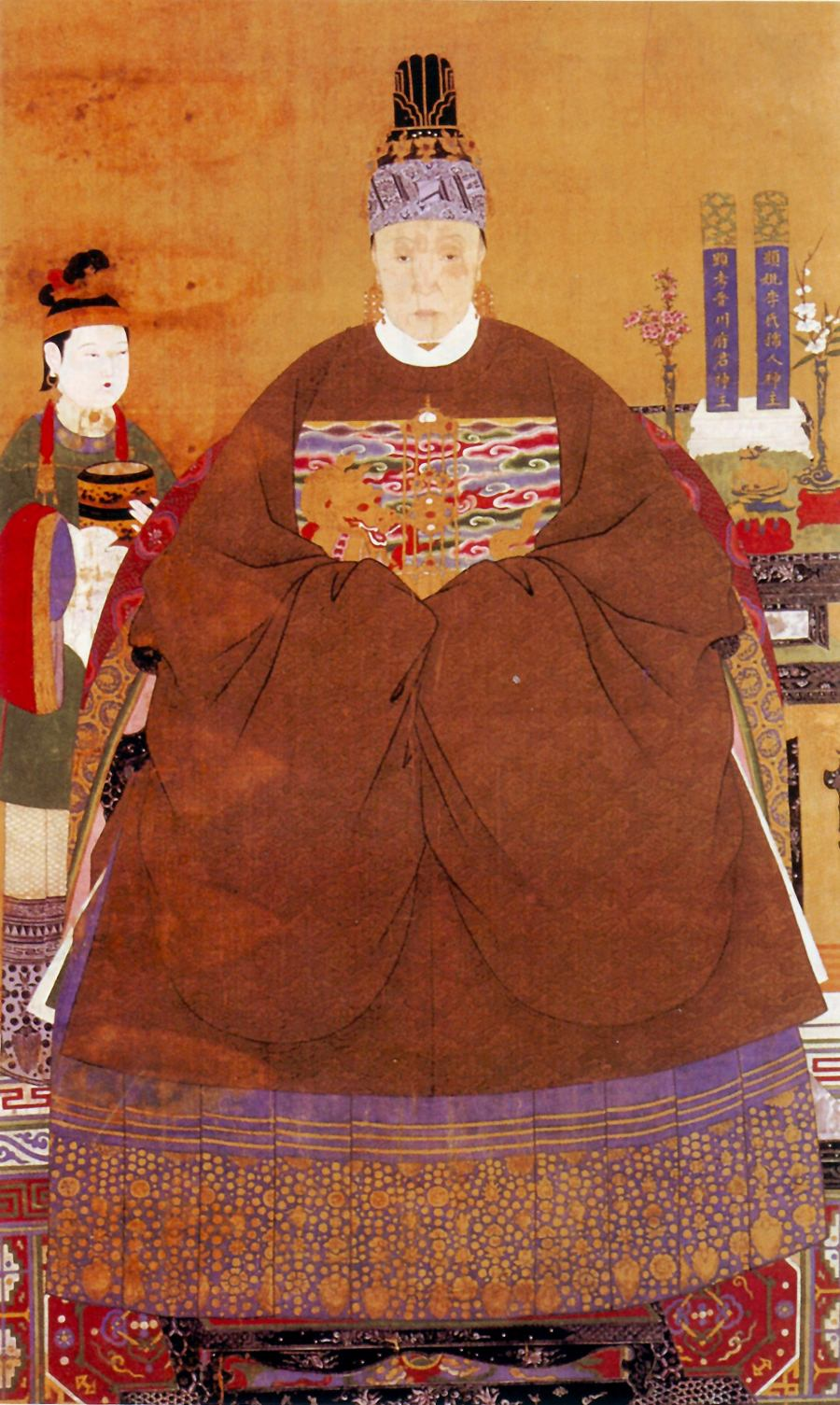
Portrait d'une femme de l'aristocratie de l'époque des Ming, artiste inconnu, XVI.

En 1643, son père est tué dans la bataille contre l'armée rebelle de Zhang Xianzhong à Daozhou, dans la province de Hunan et Shen Yunying prend sa place aux commandes pendant le combat et mène les soldats à la victoire. En reconnaissance, elle se voit offrir le poste de son père, qu'elle accepte et devient Générale des forces de guérilla (Youji Jiangjun).
Shen Yunying fait preuve d'une grande habileté militaire dans son combat pour protéger la dynastie Ming des armées de la dynastie Qing menées par Li Zicheng et son épouse, Gao Guiying (en), une autre grande femme commandante de l'époque. Mais elle ne parvient pas à prévenir la perte de Beijing en 1644 et la mort de Chongzhen, le dernier empereur Ming.
Lorsque son mari est tué au combat la même année en luttant contre les armées rebelles à Jingzhou, un an après son père, elle démissionne de ses fonctions. Elle ramène les corps des défunts dans sa province pour s'occuper de leurs funérailles. Il semble qu'elle abandonne sa carrière militaire car elle trouve inconvenant, ou trop difficile, de continuer sans être accompagnée d'un parent mâle. 
Elle fonde ensuite une école pour les filles de son clan dispensant des connaissances académiques et des arts martiaux.
Elle meurt en 1660, à l'âge de 36 ans.
Shen Yunying apparaît dans une pièce de théâtre du XVIIIe siècle (Matan Post), dans plusieurs poèmes (notamment La ballade de la Générale Shen de la poétesse Qiu Jin), dans des livres pour enfants et dans un opéra.